# Noțiune primitivă
În matematică, logică, filosofie și sisteme formale o noțiune primitivă este o noțiune care nu este definit prin termeni definiți anterior. Este adesea motivată informal, de obicei printr-un apel la intuiție și la experiența de zi de zi, printr-o definiție ostensivă. Într-o teorie axiomatică, relațiile dintre noțiunile primitive sunt restricționate de axiome. Unii autori se referă la acestea din urmă pentru a defini noțiuni primitive prin una sau mai multe axiome, dar acest lucru poate induce în eroare. Teoriile formale nu se pot dispensa de noțiunile primitive, sub amenințarea regresiunii la infinit⁠(d).
De exemplu, în geometria contemporană punct, linie și conține sunt câteva noțiuni primitive. În loc să încerce să le definească, interacțiunea lor este guvernată (în sistemul axiomatic al lui Hilbert⁠(d)) de axiome precum „Pentru fiecare două puncte diferite există o dreaptă care le conține pe amândouă”. Această axiomă poate fi formalizată în logica predicatelor⁠(d) drept
{\displaystyle \forall x_{1},x_{2}\in P.\quad \exists y\in D.\quad C(y,x_{1})\land C(y,x_{2})}
unde P, D și C reprezintă mulțimea de puncte, de drepte, respectiv relația binară „conținut în”.

## Detalii
Alfred Tarski a explicat rolul noțiunilor primitive astfel:
Când ne propunem să construim o disciplină dată, distingem, în primul rând, un anumit grup restrâns de expresii ale acestei discipline care ni se par a fi imediat de înțeles; expresiile din acest grup le numim TERMENI PRIMITIVI sau TERMENI NEDEFINIȚI și le folosim fără a le explica semnificațiile. În același timp adoptăm principiul: să nu folosim niciuna dintre celelalte expresii ale disciplinei respective decât dacă sensul acesteia a fost mai întâi definit cu ajutorul termenilor primitivi și al unor expresii ale disciplinei ale căror semnificații au fost explicate anterior. Propoziția care determină în acest fel sensul unui termen se numește DEFINIȚIE,...
În teoria cunoașterii o regresiune inevitabilă la noțiunile primitive a fost explicată de Gilbert de B. Robinson:
Pentru o persoană care nu este un matematician este adesea surprinzător că este imposibil să se definească în mod explicit toți termenii care sunt folosiți. Aceasta nu este o problemă superficială, ci stă la baza oricărei cunoștințe; este necesar să începem de undeva, iar pentru a progresa trebuie să menționăm clar acele elemente și relații care sunt nedefinite și acele proprietăți care sunt de la sine înțelese.

## Exemple
Necesitatea noțiunilor primitive este ilustrată în câteva fundamente axiomatice în matematică:
- Teoria mulțimilor: Conceptul de mulțime este un exemplu de noțiune primitivă. După cum scrie Mary Tiles:[4] „Definiția” „mulțimii” este mai puțin o definiție decât o încercare de a explica ceva căruia i se dă statutul de termen primitiv, nedefinit. Ca dovadă, ea îl citează pe Felix Hausdorff: „O mulțime este formată prin gruparea unor obiecte individuale într-un întreg. Un set este o pluralitate gândită ca unitate”.
- Teoria naivă a mulțimilor⁠(d): Mulțimea vidă este o noțiune primitivă. Afirmația că există ar fi o axiomă implicită.
- Aritmetica Peano: Funcția succesor și numărul zero sunt noțiuni primitive. Deoarece aritmetica Peano este utilă pentru proprietățile numerelor, obiectele pe care le reprezintă noțiunile primitive pot să nu conteze strict.[5]
- Sisteme axiomatice: Noțiunile primitive vor depinde de setul de axiome alese pentru sistem. Alessandro Padoa a discutat despre această alegere la Congresul Internațional de Filosofie de la Paris în 1900.[6] Este posibil ca noțiunile în sine să nu trebuiască neapărat să fie declarate; Susan Haack (1978) scria: „Un set de axiome se spune uneori că oferă o definiție implicită a termenilor săi primitivi”.[7]
- Geometria euclidiană: În cadrul sistemului axiomatic al lui Hilbert⁠(d) noțiunile primitive sunt punct, dreaptă, plan, congruență, între și incidență.
- Geometria euclidiană: În cadrul sistemului axiomatic al lui Peano noțiunile primitive sunt punct, segment și deplasare.

## Noțiunile primitive ale lui Russell
În cartea sa despre filozofia matematicii, Principiile matematicii, Bertrand Russell a folosit aceste noțiuni: Pentru clase (teoria mulțimilor) a folosit relațiile luând apartenența la mulțime ca noțiune primitivă. Pentru a stabili mulțimi, sunt necesare și funcții predicative⁠(d) ca primitive, precum și expresia „astfel încât” așa cum este folosită în notația mulțimilor. (pp 18,9) În ceea ce privește relațiile, Russell ia ca noțiuni primitive transpunerea⁠(d) și relația complementară pentru xRy dată. În plus, produsele logice ale relațiilor și compunerea relațiilor⁠(d) sunt primitive. (p 25) În ceea ce privește notarea obiectelor prin descriere, Russell recunoaște că este implicată o noțiune primitivă. (p 27)
Teza cărții lui Russell este „Matematica pură folosește doar câteva noțiuni, iar acestea sunt constante logice”. (p xxi)